# جون ويتمور
جون ويتمور (بالإنجليزية: John Whittemore)‏ هو منافس ألعاب قوى أمريكي، ولد في 20 نوفمبر 1899، وتوفي في 13 أبريل 2005 في مونتيسيتو في الولايات المتحدة.